# 후안 아라우호
후안 아라우호 피노(스페인어: Juan Araujo Pino; 1920년 11월 24일, 안달루시아 주 라 카롤리나 ~ 2002년 11월 4일, 안달루시아 주 세비야)는 스페인의 전 축구 선수이다. 그는 현역 시절 공격수로 활약하였다.

## 경력
그는 세비야의 아마추어 부에서 축구를 시작해, 1943년에 헤레스로 임대되어 프로 무대에 첫 발을 디뎠다. 2년 후, 그는 세비야로 복귀해 1945-46 시즌 소속 구단의 리그 우승에 공헌했는데, 바르셀로나와의 경기에서 자책골을 유도해 세비야에 우승을 선사했다. 2년 후, 그는 코파 델 헤네랄리시모 우승을 거두었다. 그는 1956년까지 세비야에서 11시즌을 연속으로 활약했는데, 그는 210번의 리그 경기에 출전해 136골을 기록했다. 그는 세비야를 떠나고 코르도바에서 1957년까지 1년 활약했다. 그의 은퇴 무대는 헤레스로, 1958년에 축구화를 벗었다.

## 수상
세비야
- 라 리가: 1945-46
- 코파 델 헤네랄리시모: 1947-48